# زامچانگه
زامچانگه (به صربی: Zamčanje) یک منطقهٔ مسکونی در صربستان است که در کرالیفو واقع شده‌است.